# Berlin Rhapsody
Berlin Rhapsody ist ein experimenteller Dokumentarfilm von Malte Wirtz. Der Kinostart war am 22. Mai 2025 im Verleih des Berliner Filmstudios Unfiltered Artists. Die Premiere fand bereits am 17. Mai um Mitternacht im Kino Babylon statt.

## Handlung
Der Dokumentarfilm – eine zeitgenössische Hommage an das moderne Berlin – wurde durch Walther Ruttmanns Film-Klassiker Berlin – Die Sinfonie der Großstadt aus dem Jahr 1927 inspiriert. Dokumentiert wird ein Tag im modernen Berlin, jedoch ohne gesprochene Dialoge: Gezeigt werden U-Bahnen, E-Scooter, Fahrradkuriere oder Menschen in Parks, Hochhäuser, Wohnwagensiedlungen, Kneipen oder Demonstrationen. In wechselnd schnellen und auch ruhigen Bildfolgen werden Alltagsszenen aneinandergereiht.

## Hintergrund
In einem RBB-Bericht über den Film erklärt er seine Haltung zum Vorbildfilm: „er schafft es ja wirklich, zu interessieren und zu begeistern nur mit Bildern, mit Musik, nur mit Assoziationen, nur mit Einstellungen auf die Stadt ohne eine Geschichte… Und das ist bahnbrechend irgendwo. […] Also ich bin treu und untreu geblieben zum Original, also zum Beispiel das Format ist gleich, ich habe auch ein 4 zu 3 Format. Ich habe aber Farbtupfer ab und zu reingenommen. Also ich habe nicht alles schwarz-weiß gelassen.“

## Kritik
Kino-Zeit gab 2,5 von 5 Sternen und schrieb: „Immer wird begleitet von Musik, die dem Zuschauer eine ungefähre Richtung vorgibt. Eine Traktordemo unterlegt von bedrohlichen Tönen oder ein Taubenschwarm im Flug zu leichtfüßiger Musik. Bild und Ton verschmelzen zu einem Gedicht. Einer Berliner Rhapsodie.“
Die Redaktion des Lexikon des internationalen Films vergab einen von fünf Sternen und beurteilt den Film als „ausgesprochen banale Bildersammlung, die auch als Bewusstseinsstrom nicht funktioniert und ohne jeglichen Erkenntnisgewinn bleibt.“
B.Z. schrieb: „Nicht nur das Treiben, sondern auch das Traurige kommt in ‚Berlin Rhapsody‘ heute hinzu: die zunehmende Obdachlosigkeit. ‚Das wollte ich auch zeigen, weil es Teil der Stadt ist‘, so der Regisseur, ‚wenn es gelingt, damit ein bisschen Aufmerksamkeit und Sichtbarkeit zu schaffen, ist das gut, auch wenn das nicht der Fokus des Films ist, sondern nur ein kleiner Aspekt darin.‘“